# Мнацаканян Олександр Дереникович
Мнацаканян Олександр Дереникович (1936—2013) — радянський і російський композитор. Заслужений діяч мистецтв РРФСР (1984).

## Біографічні відомості
Народився 3 вересня 1936 р. у Єревані. Закінчив Ленінградську консерваторію (1961) та аспірантуру (1964 у Д. Шостаковича).
З 1965 року — викладач Ленінградської консерваторії (з 1973 декан теоретико-композиторського факультету), завідувач кафедри спеціальної композиції та імпровізації, професор.
Автор симфонічних і камерних творів, музики до кінофільмів.
Автор музики до українського телефільму «Артем» (1978, 2 с.)

## Фільмографія
- «Два квитки на денний сеанс» (1966)
- «Чорні сухарі» (1971)
- «Коло» (1972)
- «Докер» (1973)
- «Сержант міліції» (1974)
- «Пам'ять» (1975)
- «Мене це не стосується» (1976)
- «Перші радощі» (1977)
- «Знак вічності» (1977)
- «Артем» (1978, 2 с., Одеська кіностудія)
- «Незвичайне літо» (1979)
- «Сніг на зеленому полі» (1981)
- «Людмила» (1982)
- «Шапка Мономаха» (1982)
- «Відлуння далекого вибуху» (1983)
- «Жив-був лікар...» (1984)
- «Снігуроньку викликали?» (1985)